# Galvanització

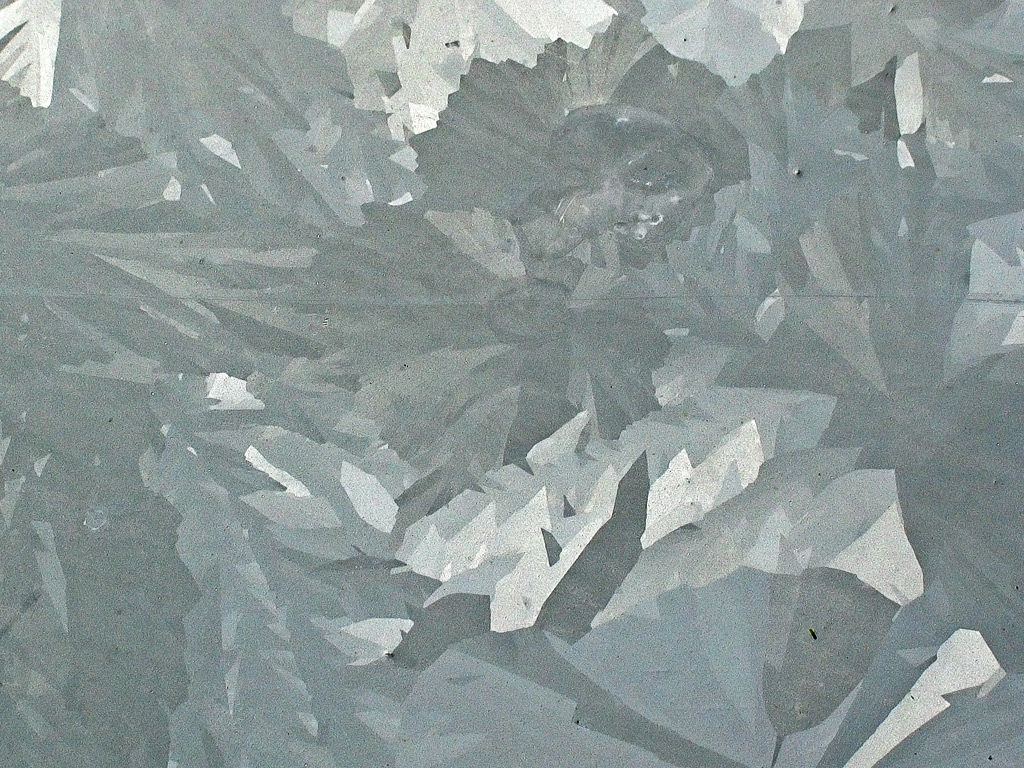
Material galvanitzat

La galvanització és el zincat de l'acer o el ferro per immersió en un bany de zinc fos. Fou patentat amb aquest nom per Stanislas Sorel en 1837, malgrat no tenir res a veure amb Galvani ni amb l'electricitat.
En 1839 apareix l'electrodeposició o galvanostègia, donat una segona accepció a la paraula galvanització, molt més natural. En aquest sentit, la galvanització és l'aplicació d'una capa de metall sobre un altre electrolíticament. L'aplicació més corrent és la formació d'una capa prima de zinc sobre peces d'acer amb l'objectiu de protegir l'acer de la corrosió causada per l'aigua, l'oxigen i altres elements. La pel·lícula que recobreix el metall es manté enganxada gràcies a la zona de transició formada pel material que es vol recobrir i el zinc. La capa formada pel zinc és protegida per carbonat de zinc hidratat, material no soluble en l'aigua. El resultat de la galvanització és l'acer galvanitzat.
Per analogia, es fa servir el terme galvanització en calent per referir-se al recobriment similar obtingut per bany en zinc fos.